# 18:e världsjamboreen
Den 18:e världsjamboreen gick av staplen i Dronten, Flevoland i Nederländerna 1995. De 28 000 scotuerna deltog under temat the future starts today, där den stora attraktionen var den globala utvecklingsbyn, där scouter från hela världen delade erfarenheter och lärde sig mer om varandra.